# Théâtre Graslin

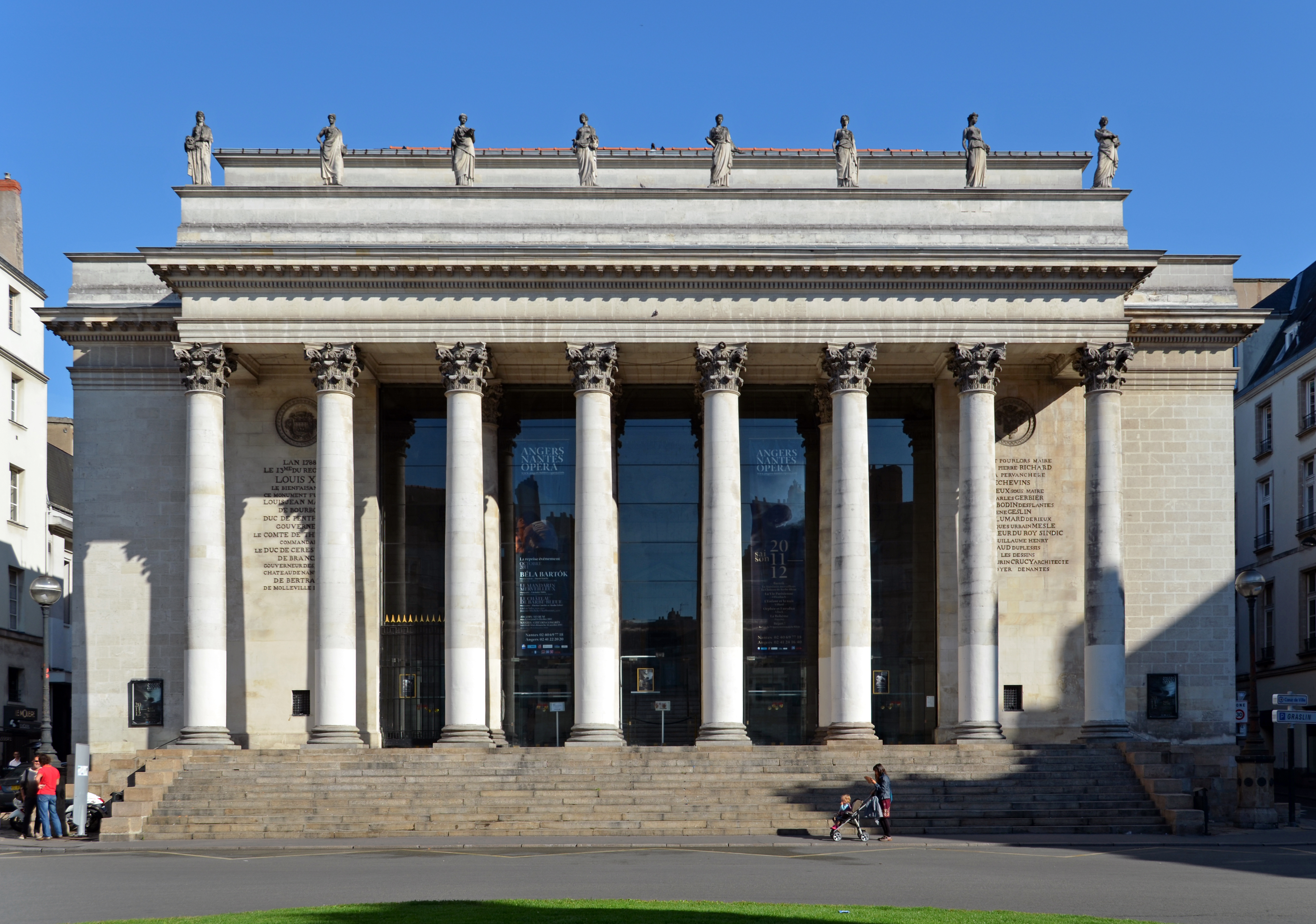
Voorgevel

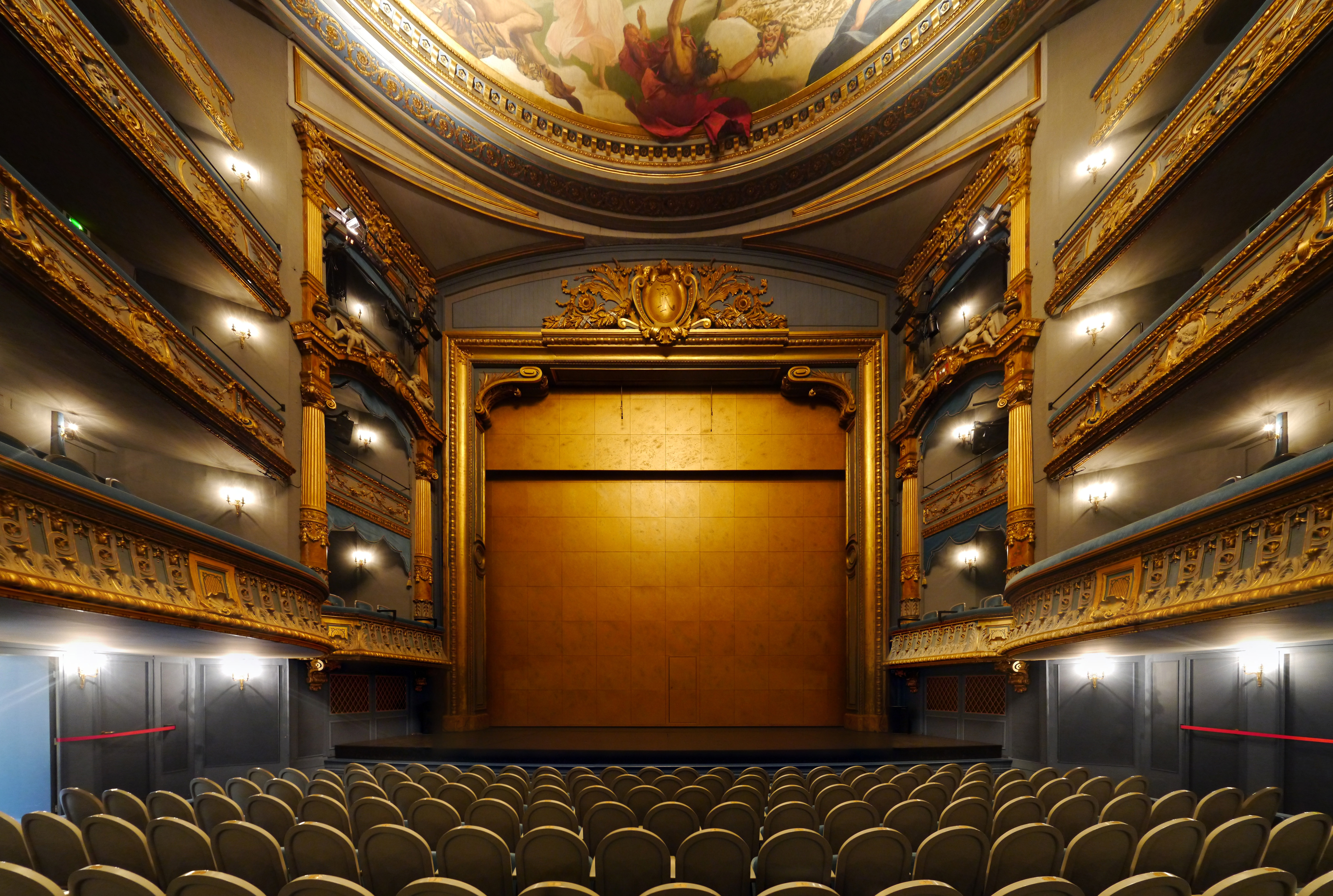
Theaterzaal

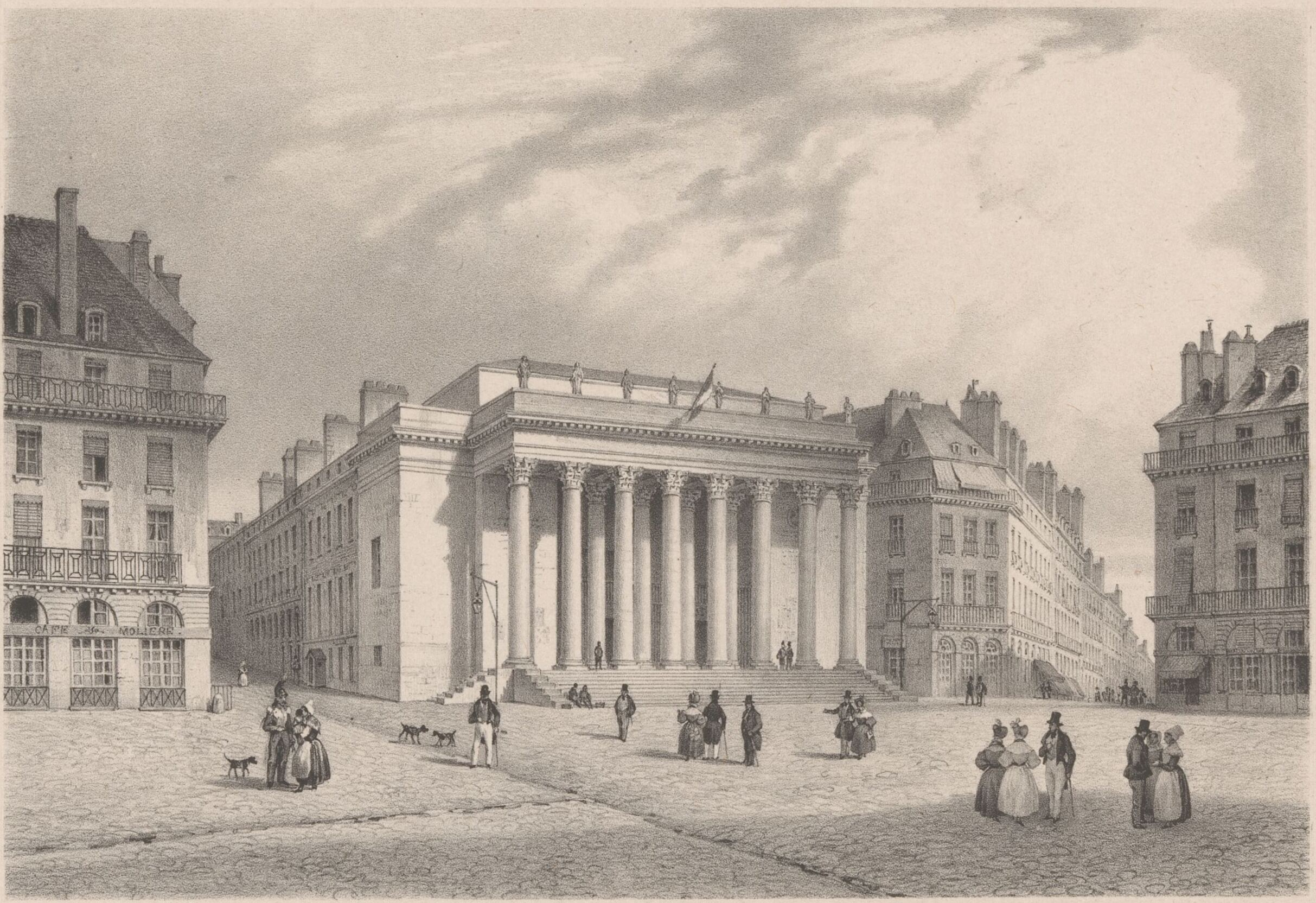
Het theater op een prent ca. 1833-1835

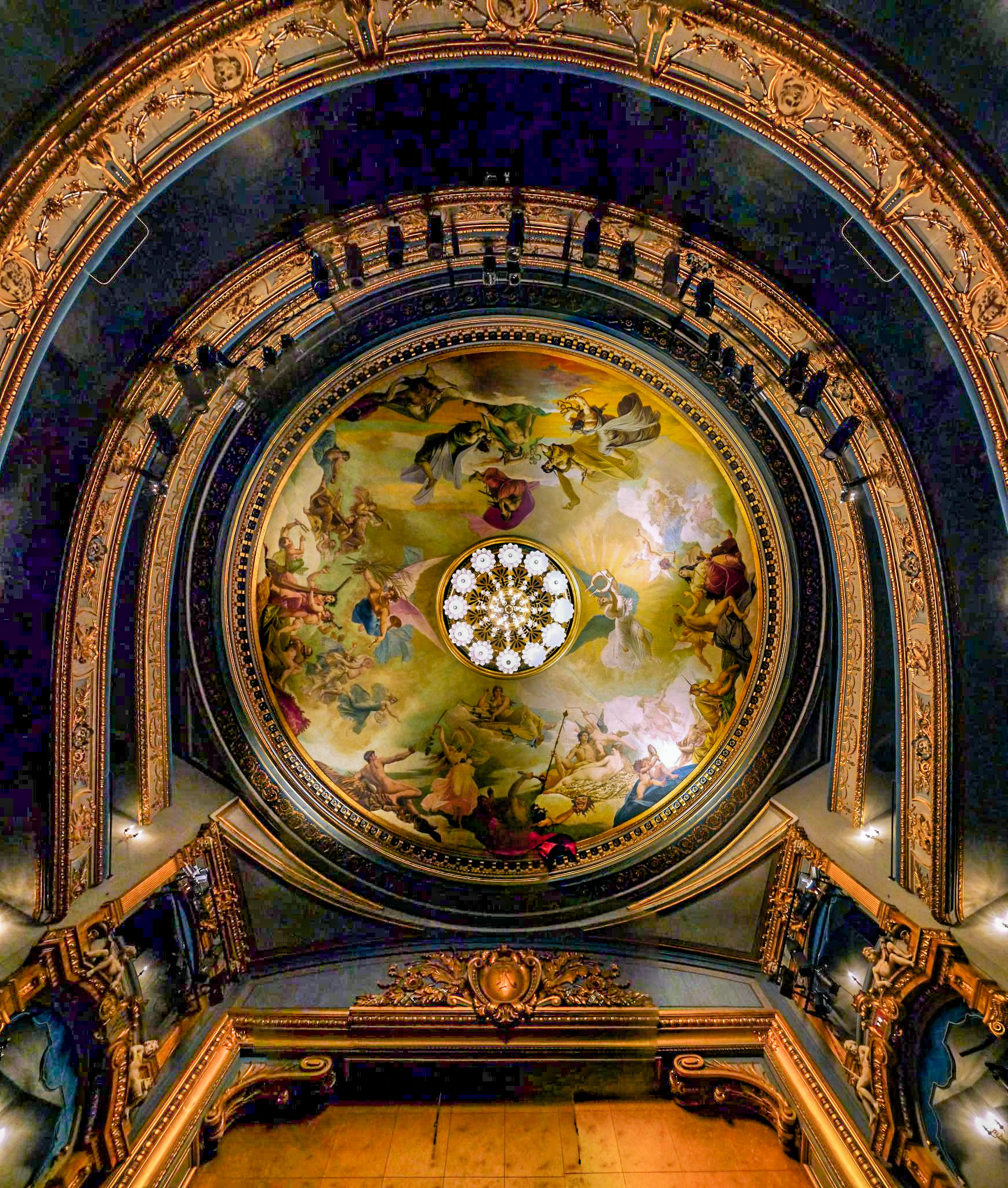
Zicht op koepel

Het Théâtre Graslin is een operahuis en schouwburg op de Place Graslin in de Franse stad Nantes. Het wordt uitgebaat door Angers-Nantes Opéra en heeft een capaciteit van 784 zitplaatsen. Het gebouw is een neoklassiek ontwerp van de architect Mathurin Crucy.

## Geschiedenis
Het initiatief voor de bouw kwam van de rijke belastingpachter Jean-Louis Graslin (1727-1790). Hij plande niet alleen het theater, maar ook de wijk eromheen, in samenwerking met het stadsbestuur. Het voorstel dat Graslin in 1779 deed, was dat hij de gronden zou verwerven, er een plein, straten en rioleringen aanleggen, en vervolgens het geheel schenken aan de stad. In ruil zou de stad er een theater bouwen. De winst voor Graslin zat in de meerwaarde op zijn overige gronden, die voortaan in een aantrekkelijk gebied konden worden ontwikkeld. 
Na akkoord van het stadsbestuur werd in 1780 een beroep gedaan op de stadsarchitect Mathurin Crucy (1749-1826). Diens ontwerp uit 1784 inspireerde zich op het Parijse Théâtre de l'Odéon van Marie-Joseph Peyre en Charles De Wailly, waaraan hij een eigen visie koppelde. De constructie kostte de stad 265.000 livres en de decoratie nog eens 185.000 livres. Het podium en de machinerie waren state of the art. De inhuldiging vond plaats op 23 maart 1788. 
Tegenover de gemaakte kosten stond dat het stadsbestuur 15.000 livres jaarhuur kon vragen aan de theaterdirecteur, vijf keer meer dan in de kleine schouwburg voorheen. Maar brand zette een streep door de rekening. Op 24 augustus 1796 deed een kaars het decor vlam vatten tijdens een voorstelling van Grétry's Zémire et Azor. De koepel stortte in en het gebouw werd vernield. De 1500 toeschouwers konden zich grotendeels uit de voeten maken, maar zeven mensen lieten het leven. Juist omwille van het brandrisico had men geopteerd voor een vrijstaand gebouw. Het duurde enige tijd om de middelen voor de heropbouw te verzamelen. Deze vond plaats in 1811-1813. Architect was opnieuw Crucy.
Het theater onderging in 2003 een grondige restauratie.

## Architectuur
Veertien granieten treden leiden naar een peristylium met acht korinthische zuilen. Ze dragen een hoofdgestel met daarop standbeelden van acht muzen. Deze werken van Dominique Molknecht zijn geplaatst in 1825. De negende muze Urania paste niet in het concept, wat Stendhal de sarcastische commentaar ontlokte dat ze geluk had te zijn vergeten. Een tweede rij van vier zuilen geeft toegang tot de vestibule. Deze was vroeger afgesloten door hekwerk en tegenwoordig door een glaswand. Het plafond van de vestibule is een tongewelf met cassettes. De buitenmuren zijn versierd met vier wapens in bas-reliëf, behorend aan de stad Nantes en aan drie gezagsdragers uit het Eerste Keizerrijk (burgemeester, prefect en minister).

## Interieur
Binnen wordt de grote trap naar de theaterzaal geflankeerd door standbeelden van Molière en Corneille, eveneens het werk van Molknecht. De theaterzaal is een ovaal afgestompt aan de korte kant, naar Italiaans model. De loges zijn echter niet gescheiden door volledige tussenschotten. De balkons zijn verdeeld over vier niveaus en bestaan uit verguld houtwerk. Naast het podium bevinden zich twee koninklijke loges. De koepel is in 1881 beschilderd door Hippolyte Berteaux met mythologische en allegorische taferelen.

## Voetnoten
1. ↑  Lauren R. Clay, "Designing the Civic Playhouse" in: Stagestruck. The Business of Theater in Eighteenth-Century France and Its Colonies, Cornell University Press, 2013, p. 41-42. DOI:10.7591/9780801468216-005
2. ↑  Daniel Rabreau, "L’œuvre de Mathurin Crucy à Nantes" in: Graslin. Le temps des Lumières à Nantes, eds. Arnaud Orain en Philippe Le Pichon, Presses universitaires de Rennes, 2008, § 21. DOI:10.4000/books.pur.5539
3. ↑  Lauren R. Clay, "Designing the Civic Playhouse" in: Stagestruck. The Business of Theater in Eighteenth-Century France and Its Colonies, Cornell University Press, 2013, p. 42. DOI:10.7591/9780801468216-005
4. ↑  Lauren R. Clay, "Designing the Civic Playhouse" in: Stagestruck. The Business of Theater in Eighteenth-Century France and Its Colonies, Cornell University Press, 2013, p. 63. DOI:10.7591/9780801468216-005

- Library of Congress Control Number: n92086465
- Virtual International Authority File: 312841655